# Sóc bay khổng lồ Hodgson
Sóc bay khổng lồ Hodgson (Petaurista magnificus) là một loài gặm nhấm trong họ Sóc. Loài này có ở Ấn Độ và Nepal. Nơi sinh sống của nó là các khu rừng ôn đới. Loài này bị đe dọa bởi sự mất môi trường sinh sống tự nhiên.

## Miêu tả
Loài sóc bay lớn này có chiều dài đầu và thân 360–420 mm và đuôi dài 415–480 mm. Cân nặng khoảng 1.350 g. Các lông trên lưng là màu nâu sẫm với một sọc đốt sống đen và các mảng màu nâu vàng trên vai. Sườn và màng trượt có màu nâu đỏ trong khi các phần dưới và chân tay nhợt nhạt là màu nâu đỏ. Đuôi có màu nâu sẫm ở gốc, phần còn lại là màu nâu đỏ, ngoài những đầu mút đuôi có màu đen. Bàn chân cũng có màu đen. 

## Hành vi
Sóc bay khổng lồ Hodgson là một loài hoạt động về đêm. Vào lúc chạng vạng cuộc gọi lớn của chúng có thể được nghe thấy khi chúng ra khỏi nơi ẩn nấp vào ban ngày trong tán lá. Sau đó chúng lướt xuống từ ngọn cây đến bụi cây mọc ở dưới; chúng có thể lượn một khoảng cách lên tới 100 m và chấm dứt với một chuyển động lên ngắn. Chúng ăn lá, nụ, các loại cỏ, hoa và trái cây. Chúng làm tổ trong lỗ tròn lên đến 15 m (50 ft) so với mặt đất, lót bằng thảm thực vật mềm. Người ta ít biết hành vi sinh sản của loài này. 